# Namo Teras
Namo Teras is een bestuurslaag in het regentschap Langkat van de provincie Noord-Sumatra, Indonesië. Namo Teras telt 1184 inwoners (volkstelling 2010).